# کایلا چارلز
کایلا چارلز (انگلیسی: Kaila Charles؛ زادهٔ ۲۳ مارس ۱۹۹۸) بازیکن بسکتبال اهل ایالات متحده آمریکا است.